# Sandsborgskyrkogården

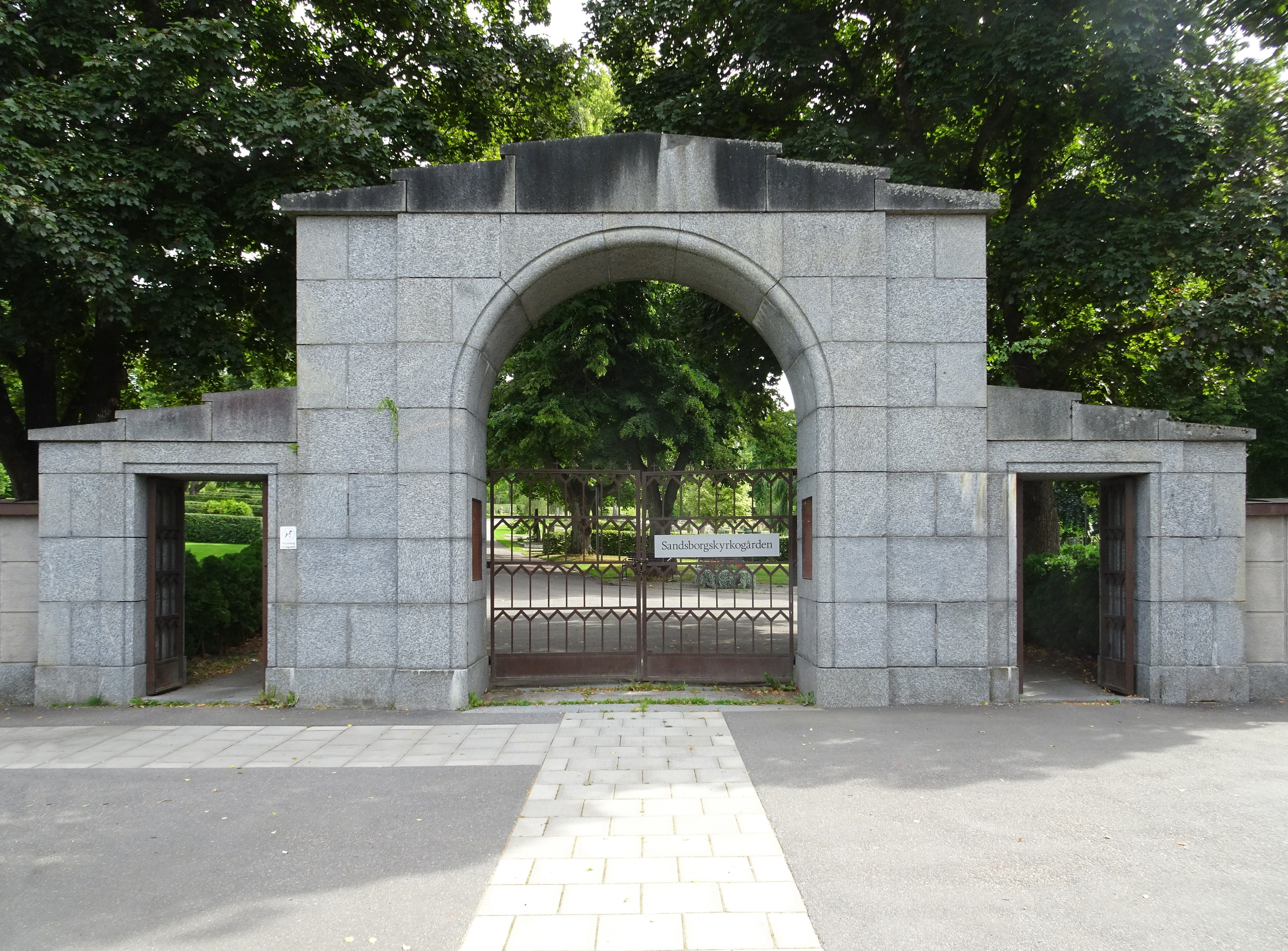
Huvudentrén ritades 1937 av arkitekt Lars Israel Wahlman.

Sandsborgskyrkogården är en kyrkogård och begravningsplats i stadsdelen Gamla Enskede i Söderort, invigd 1895. Arealen är cirka 13 hektar med drygt 8 000 gravar. Sandsborgskyrkogården ligger omedelbart norr om Skogskyrkogården och de båda kyrkogårdarna betraktas ofta som tillhörande samma komplex.  Huvudentrén är förlagd till kyrkogårdens norra del, närmast Sandsborgs tunnelbanestation. Hela kyrkogårdsområdet är blåmärkt av Stadsmuseet i Stockholm, vilket innebär "att bebyggelsen bedöms ha synnerligen höga kulturhistoriska värden".

## Historik

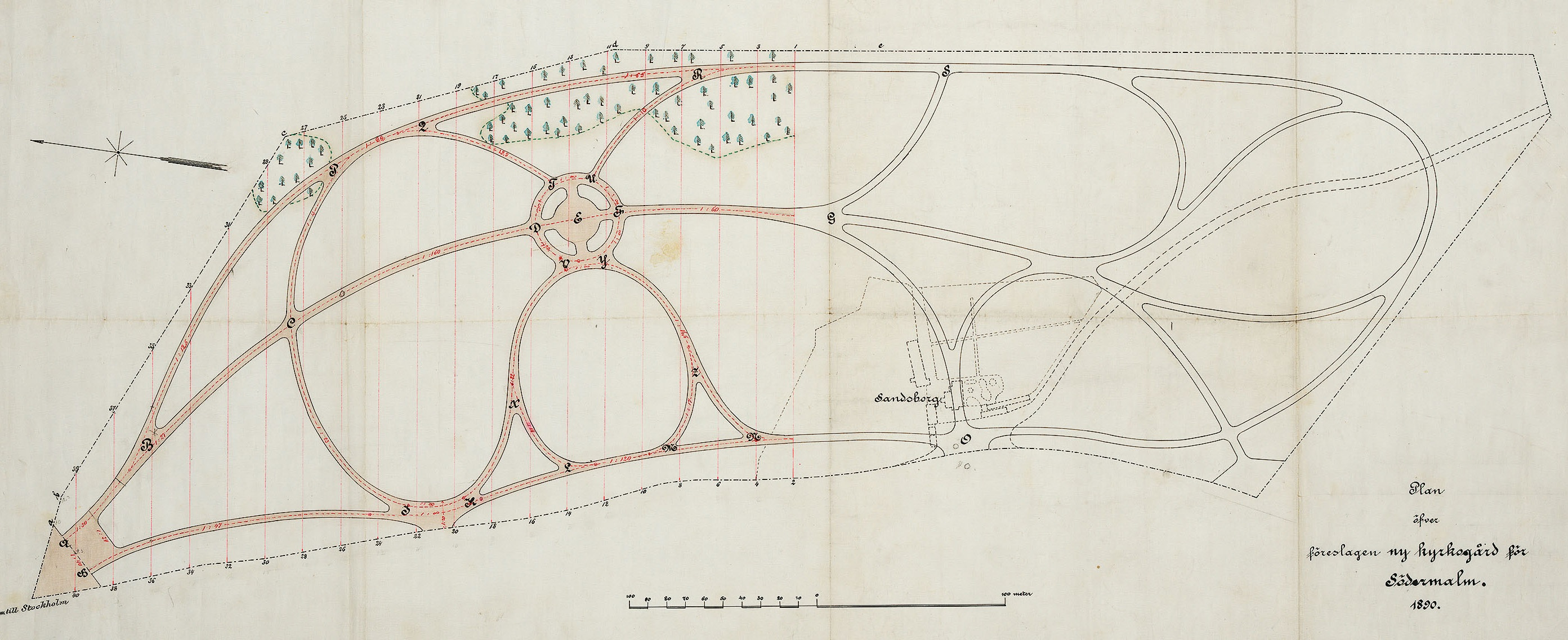
Plan över den nya kyrkogården, 1890.

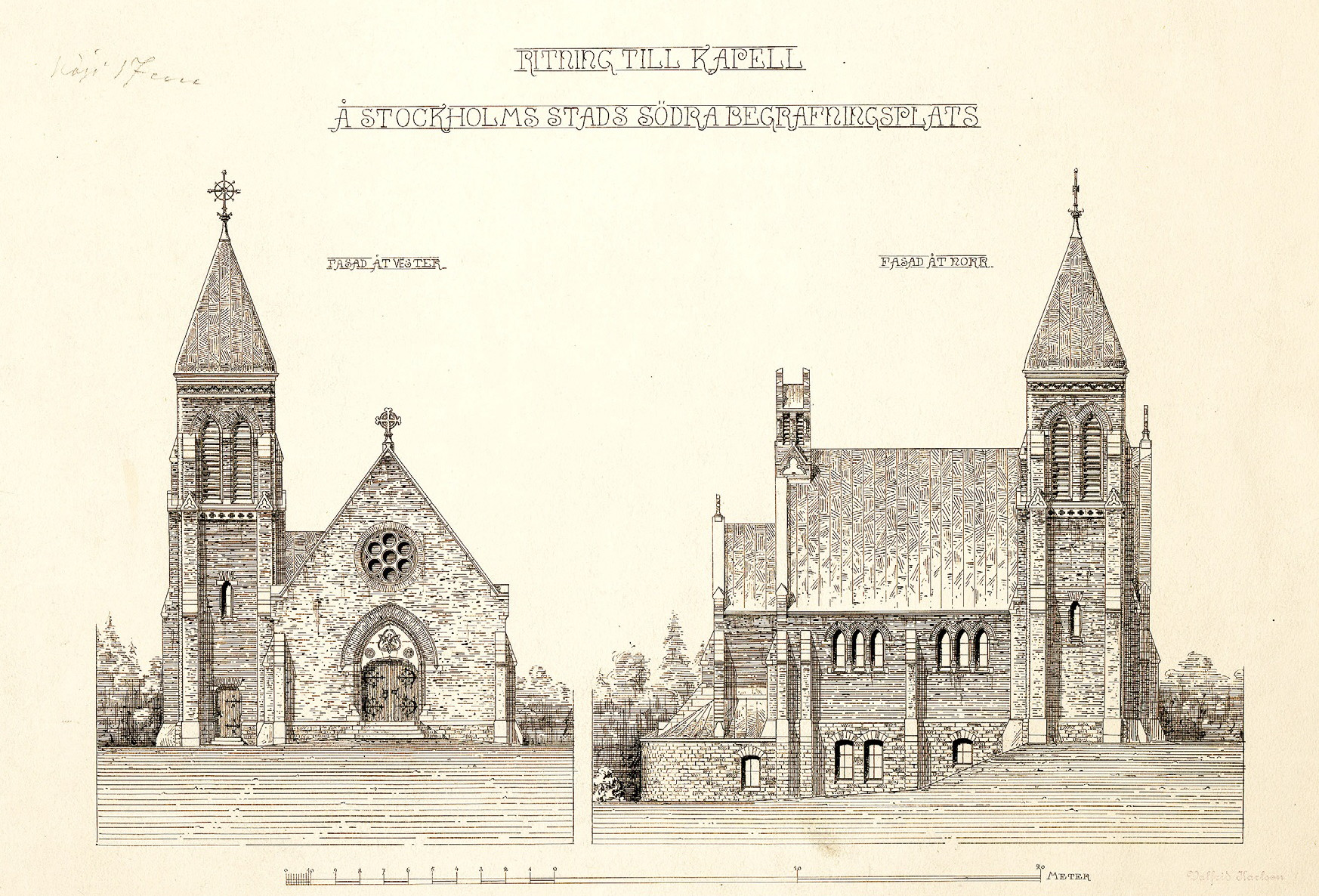
Sandsborgs kapell, fasadritning 1893.

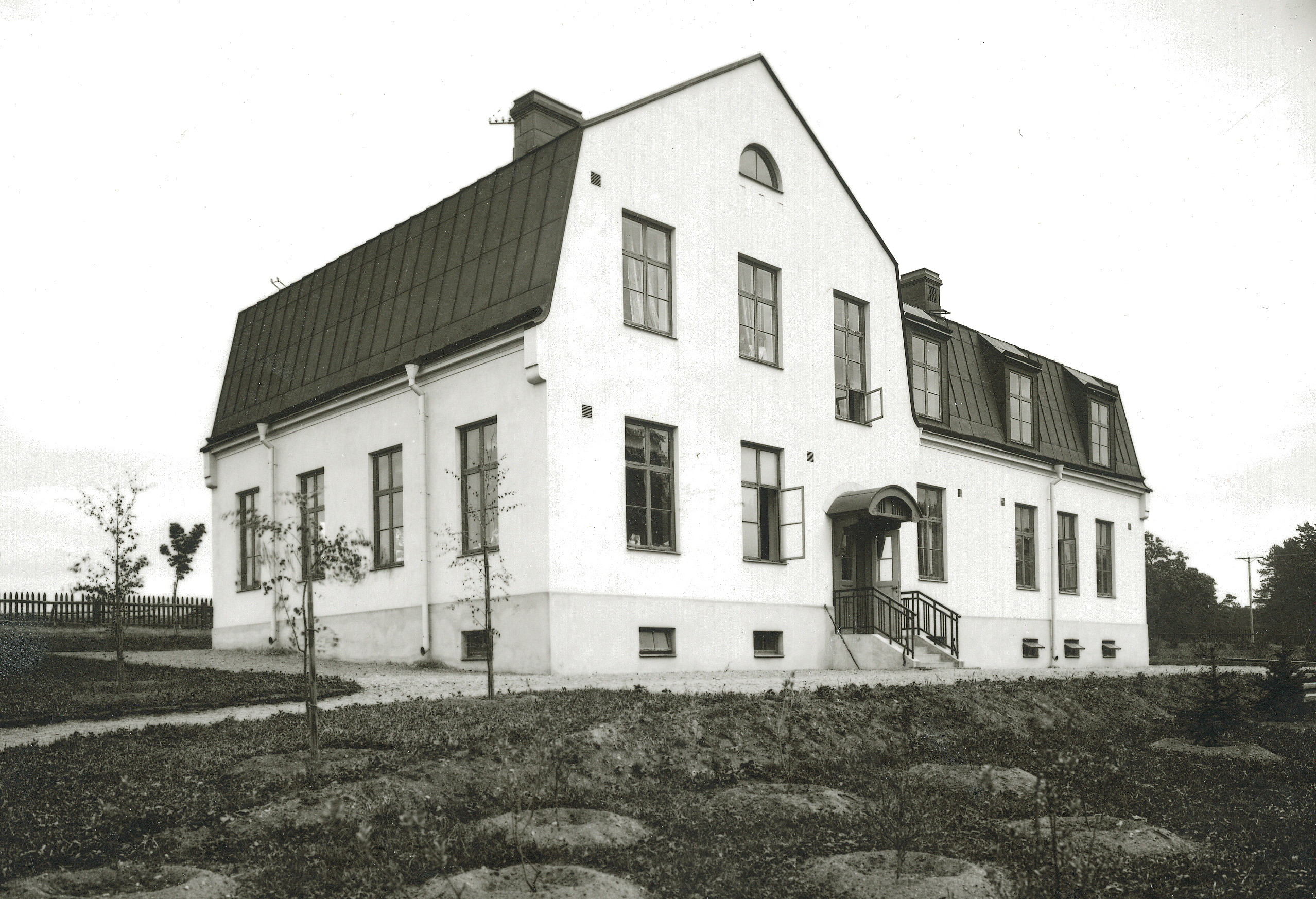
Kullkasernen, byggd 1910, riven 1984.

Sandsborgskyrkogården har sitt namn efter den numera rivna gården och värdshuset Sandsborg som låg på kyrkogårdens sydvästra hörn och revs 1957. Nya Södra begravningsplatsen, som kyrkogården först hette, tillkom efter en begäran från både Katarina och Maria församlingar 1890. En plan över den nya kyrkogården upprättad 1890 visar tydligt att endast den norra hälften av det inköpta och planerade området ingick i den första fasen i arbetet med anläggningen. På planen framgår även gården Sandsborg med sina byggnader och att den norra delen nyttjades först. Först 1912 togs områdets södra halva i anspråk. 
Begravningskapellet byggdes 1895 i nygotisk tegelarkitektur efter arkitekt Valfrid Karlsons ritningar. Innan man bestämde sig för nuvarande utförandet tog Karlson under åren 1892–1893 fram tre alternativa förslag: en långkyrka, en centralkyrka och ett kapell med separat krematorieavdelning. Den slutliga lösningen blev ett kapell i form av en långkyrka med tornet placerat intill norra fasaden och lokaler för ett framtida krematorium i källarplanet. Sandsborgskrematoriet togs i bruk den 17 januari 1931, men lades ner redan 1940 då Skogskrematoriet på Skogskyrkogården byggts klart. Rosettfönstret över altaret skapades av konstnären Oscar Brandtberg i samband med en renovering av kapellet på 1930-talet.
Sandsborgskyrkogården utvidgades i flera mindre etapper under 1900-talet till sin nuvarande storlek. 1910 tillkom den så kallade "Kullkasernen" som bostad åt kyrkogårdskullorna. Det var dalkullor som under sommartid skötte kyrkogården. I kasernen fanns plats för 36 personer. I juli 1916 var 48 kullor inskrivna och 1919 hade antalet ökat till 55. 1926 anlitades inga fler kullor utan man hämtade kvinnor som redan var bosatta i staden. Den närbelägna Kullavägen minner fortfarande om dessa kvinnor från Dalarna. 
På 1920-talet uppställdes flera bevattningskar som göts på Näfveqvarns Bruk. De förekommer i två olika storlekar och gestaltning. Det mindre, så kallade delfinkaret, har en marin utsmyckning med segelskepp i relief och en delfin som vattenutkastare ritad av arkitekten Peder Clason. Flertalet av delfinkaret levererades även till Norra begravningsplatsen. Det större, så kallade lejonkaret, formgavs speciellt för Skogskyrkogården men några placerades även på Sandsborgskyrkogården. Karet smyckas framtill av en lejonmaskaron och vattenutkastaren är i form av en lejonkropp. Utkastarna formgavs av Anna Petrus medan Gunnar Asplund gestaltade karen. Asplund ritade även kyrkogårdens informationspelare och dricksfontäner.
Åren 1937–1938 anlades huvudentréns murparti efter ritningar av arkitekt Lars Israel Wahlman. Entrén trippelportik är uppförd i granit och med stramt klassicistiska former. År 1957 revs före detta Sandsbogs värdshus och Kullkasernen byggdes om till personal- och expeditionsbyggnad efter ritningar av arkitekt Jan Wahlman (son till Lars Israel Wahlman). 1984 revs även Kullkasernen och en ny expeditionslokal uppfördes på platsen, den ritades av arkitektbyrån vid Stockholms fastighetskontor.

## Bilder

Begravningskapellet
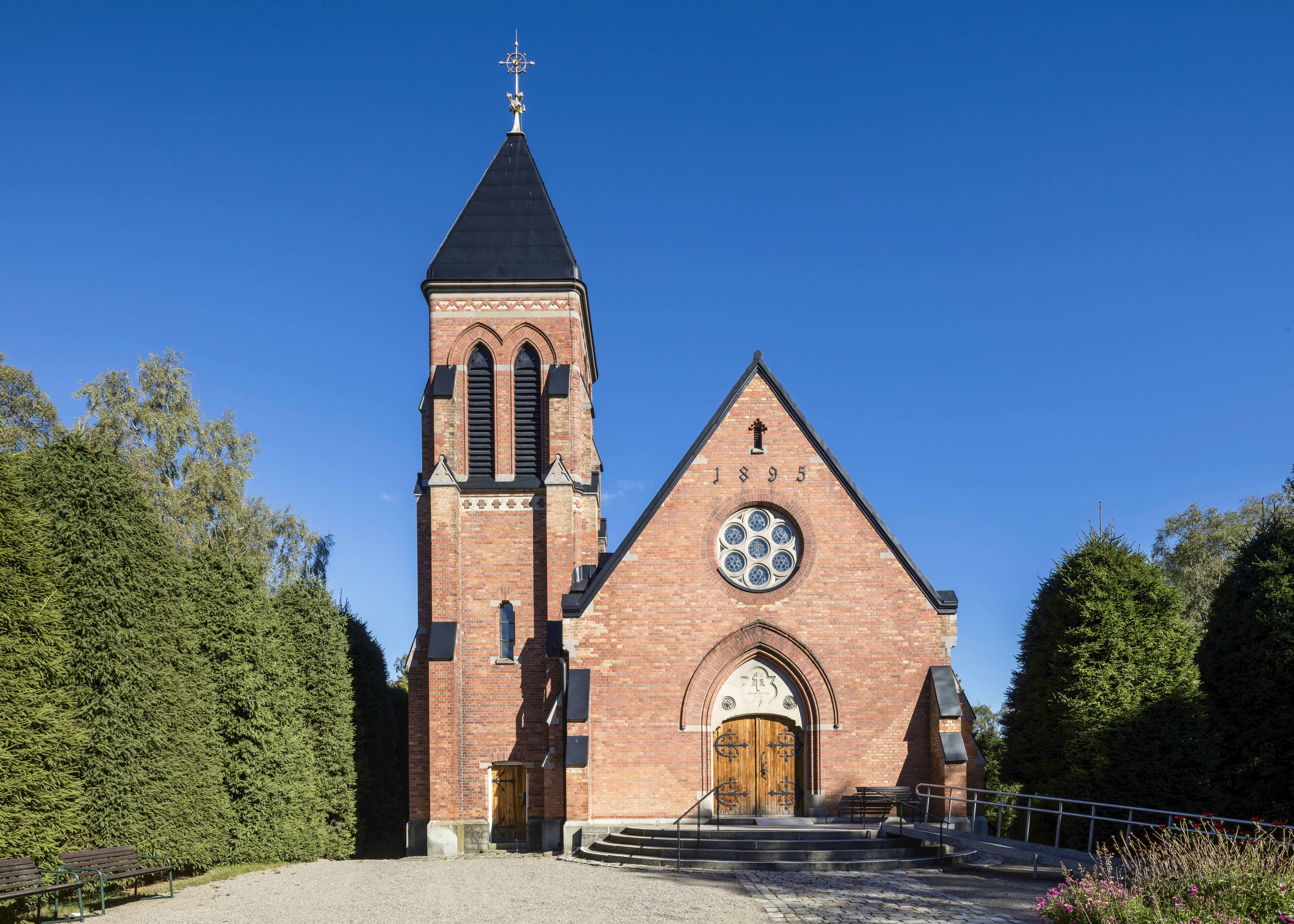
Kapellets fasad mot väster.
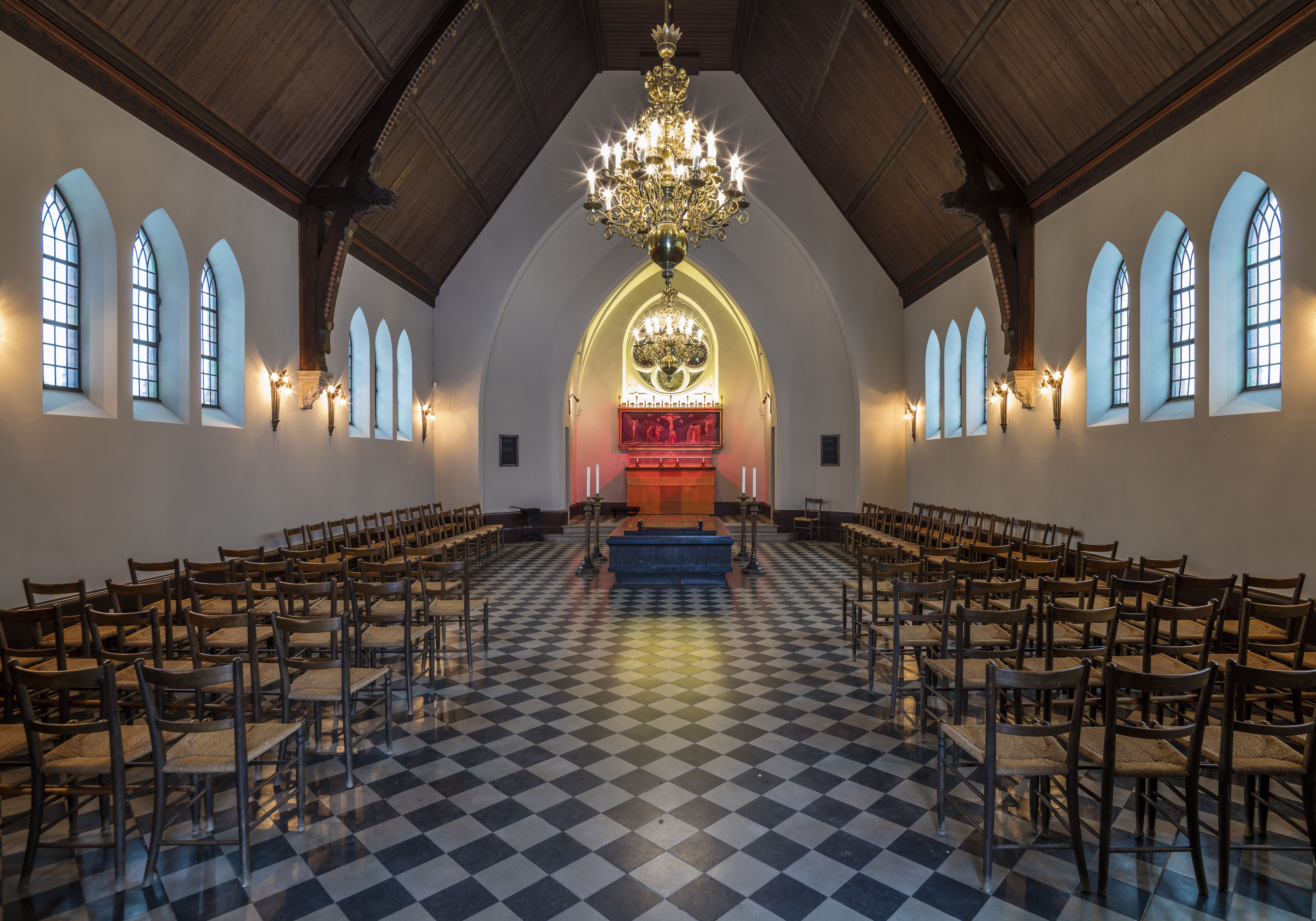
Kapellets interiör, vy mot öster.
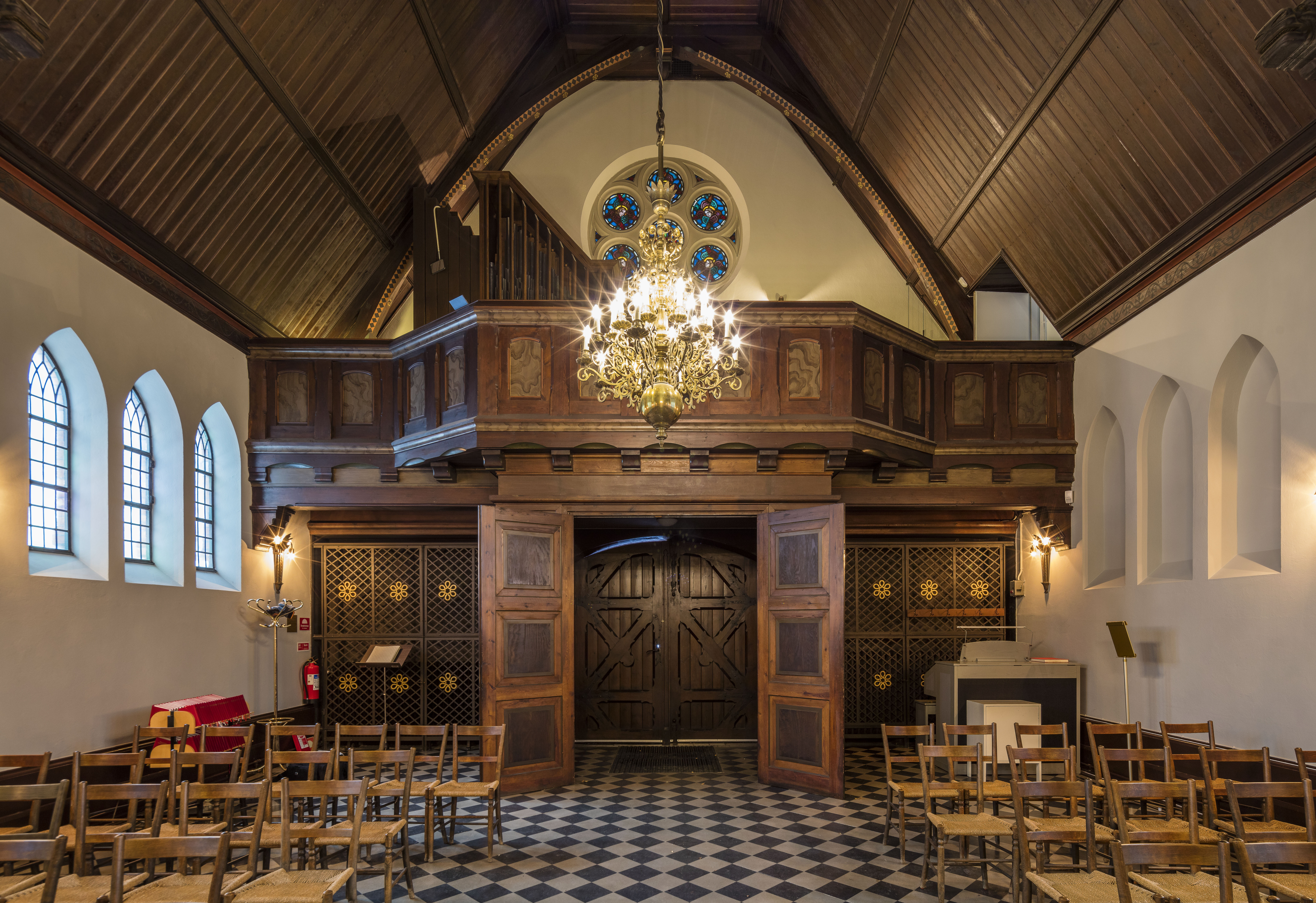
Kapellets interiör, vy mot väster.
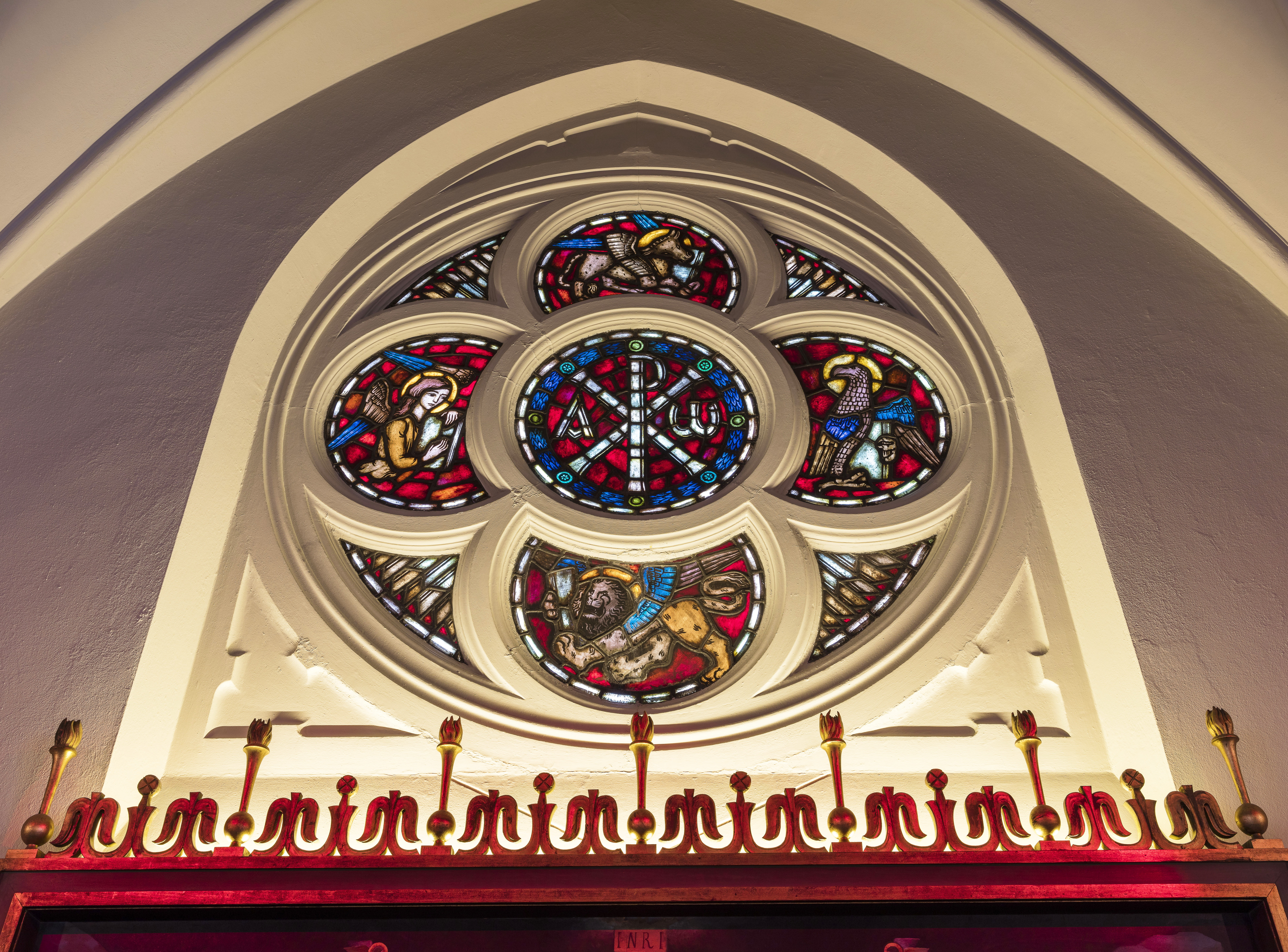
Rosettfönstret över altaret av Oscar Brandtberg.
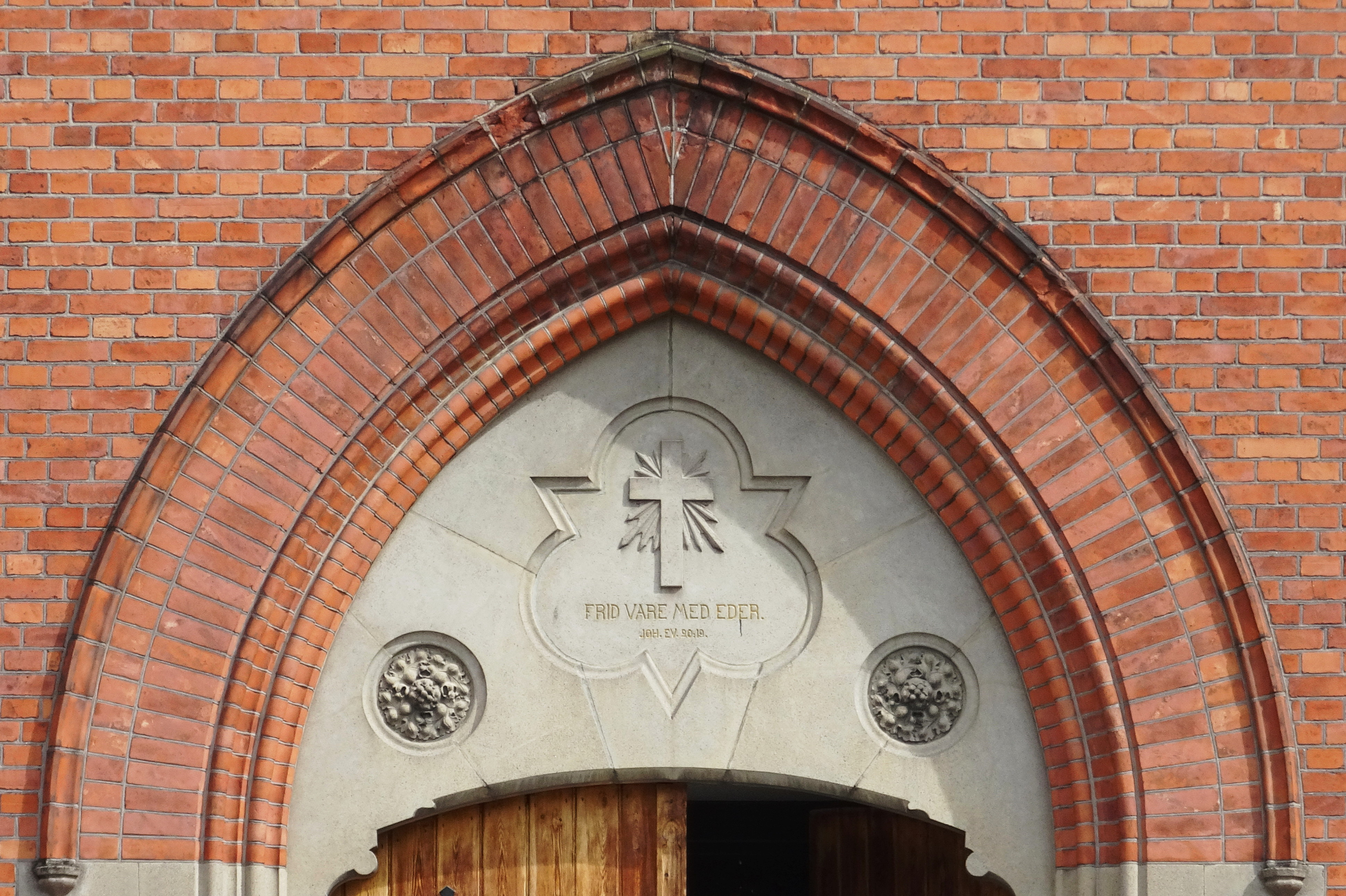
Portalens överdel.

Kyrkogården
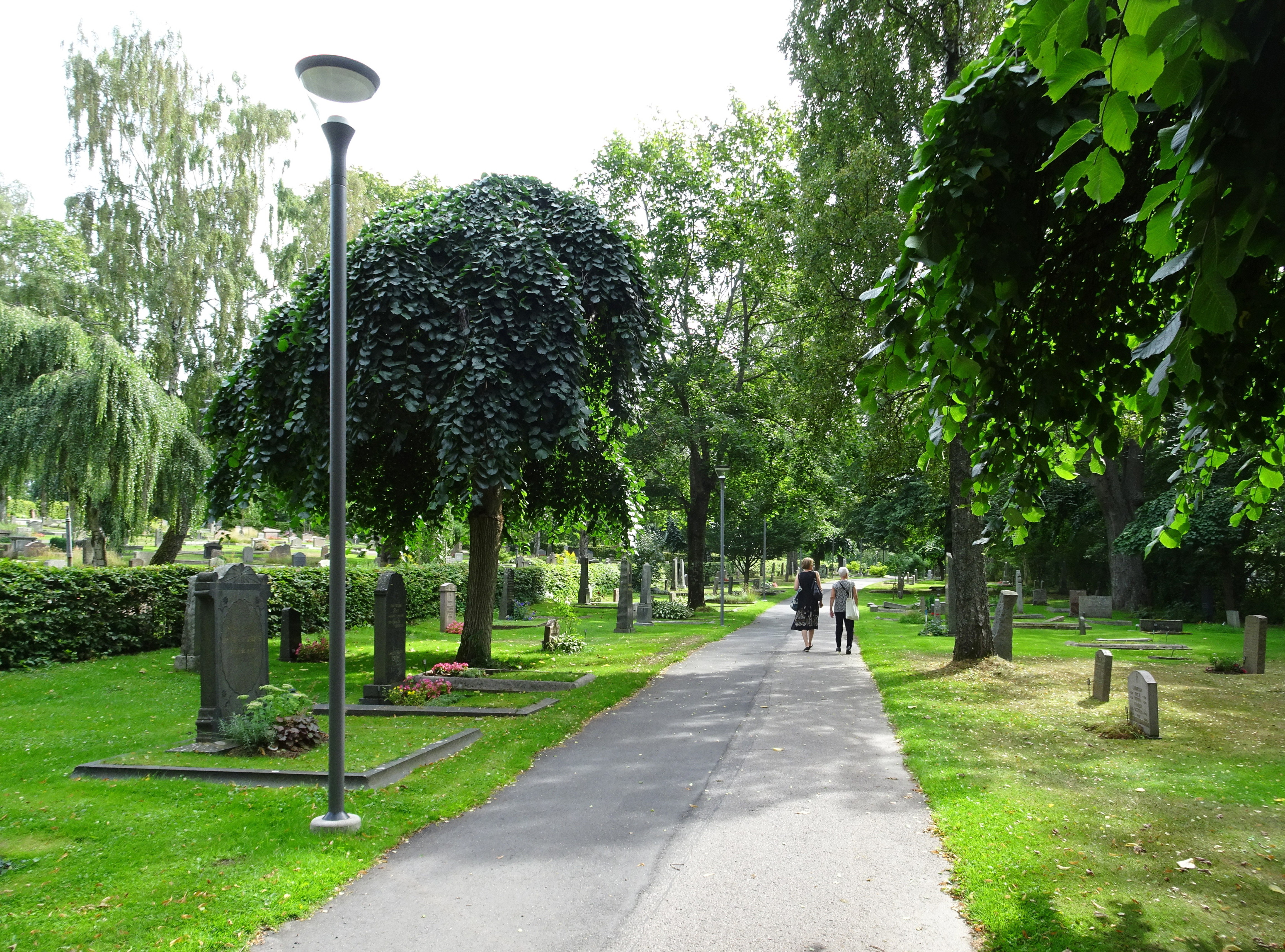
Kyrkogården, "Sju Gårdars väg" söderut.
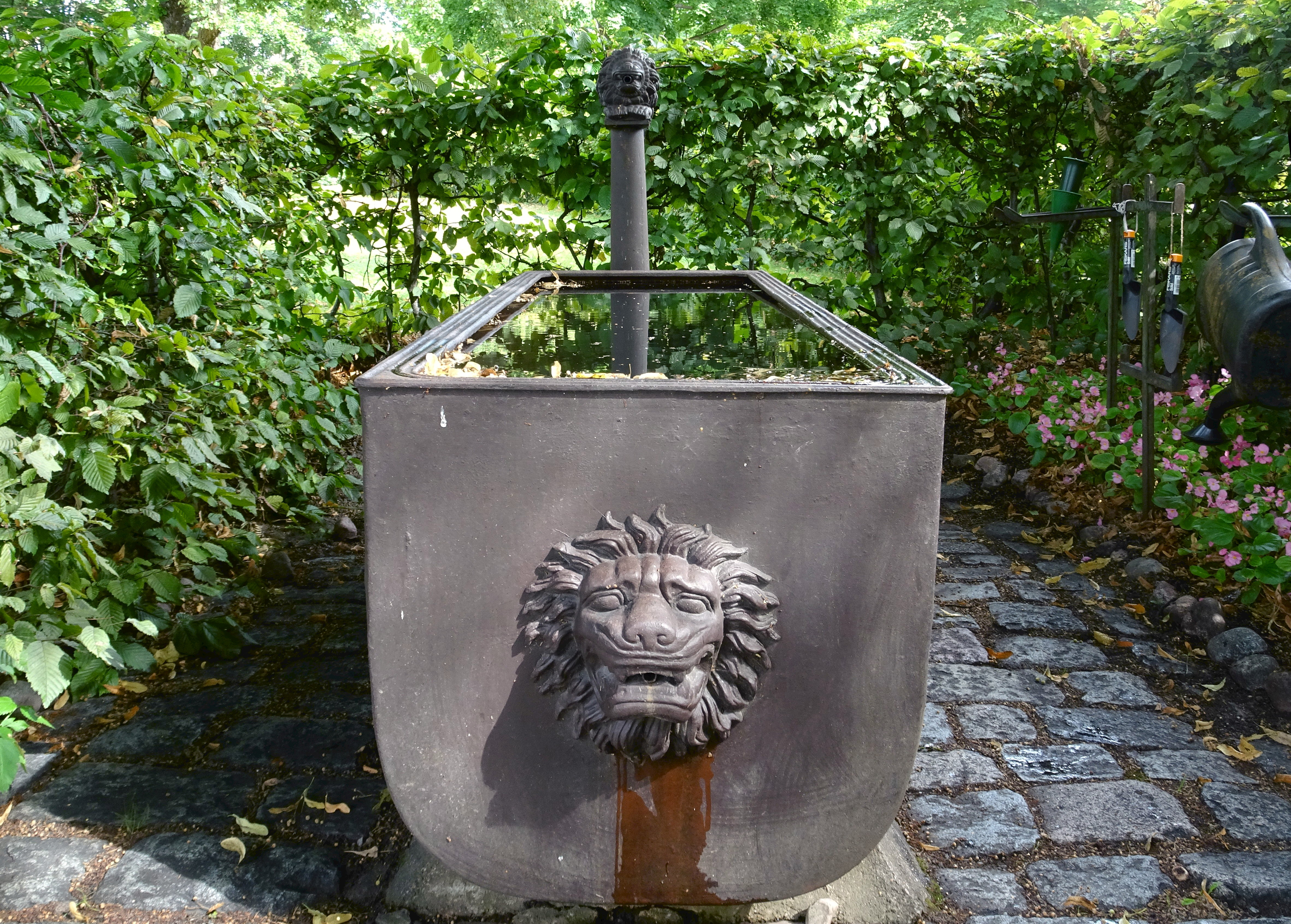
"Lejonkaret".
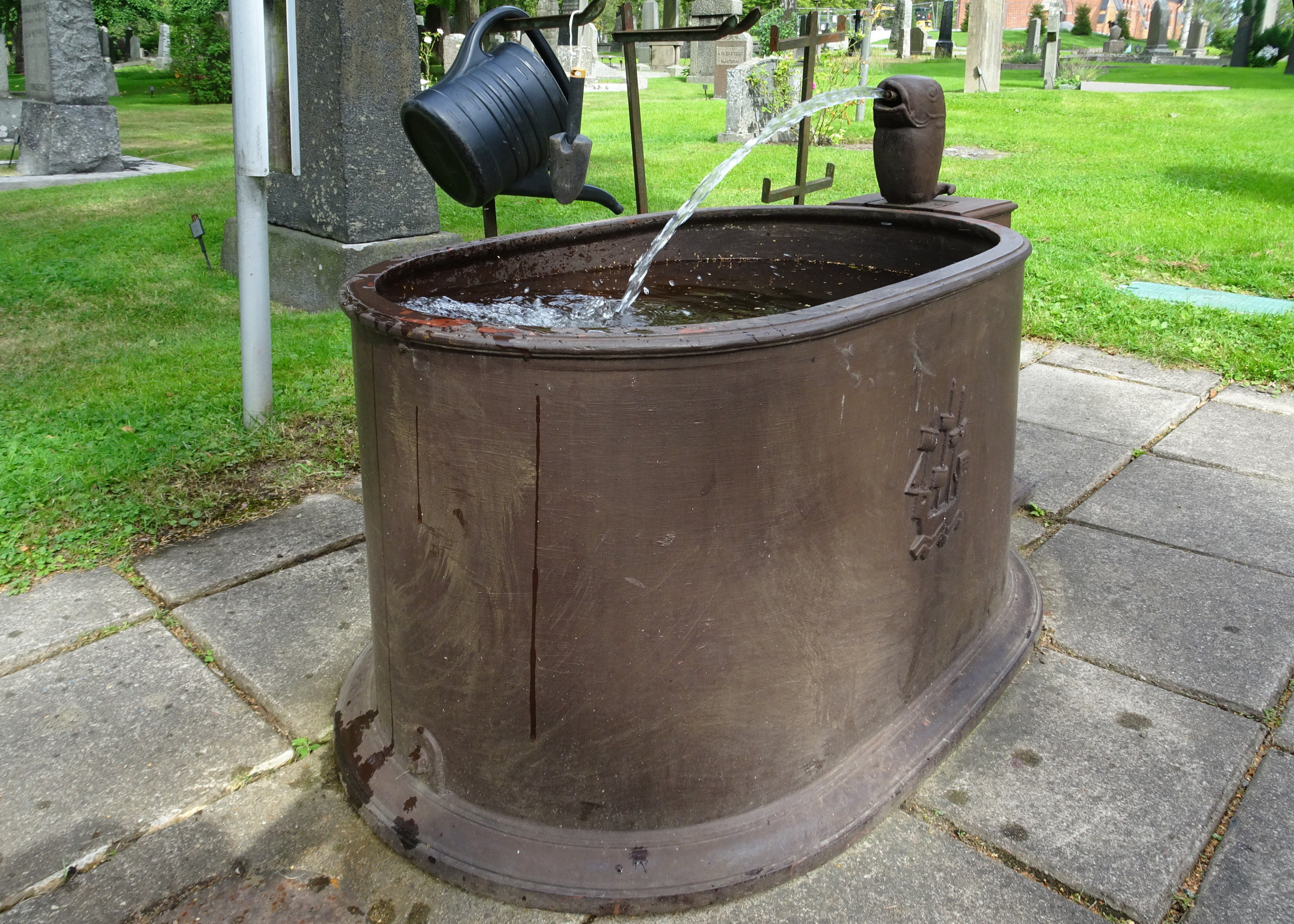
"Delfinkaret".
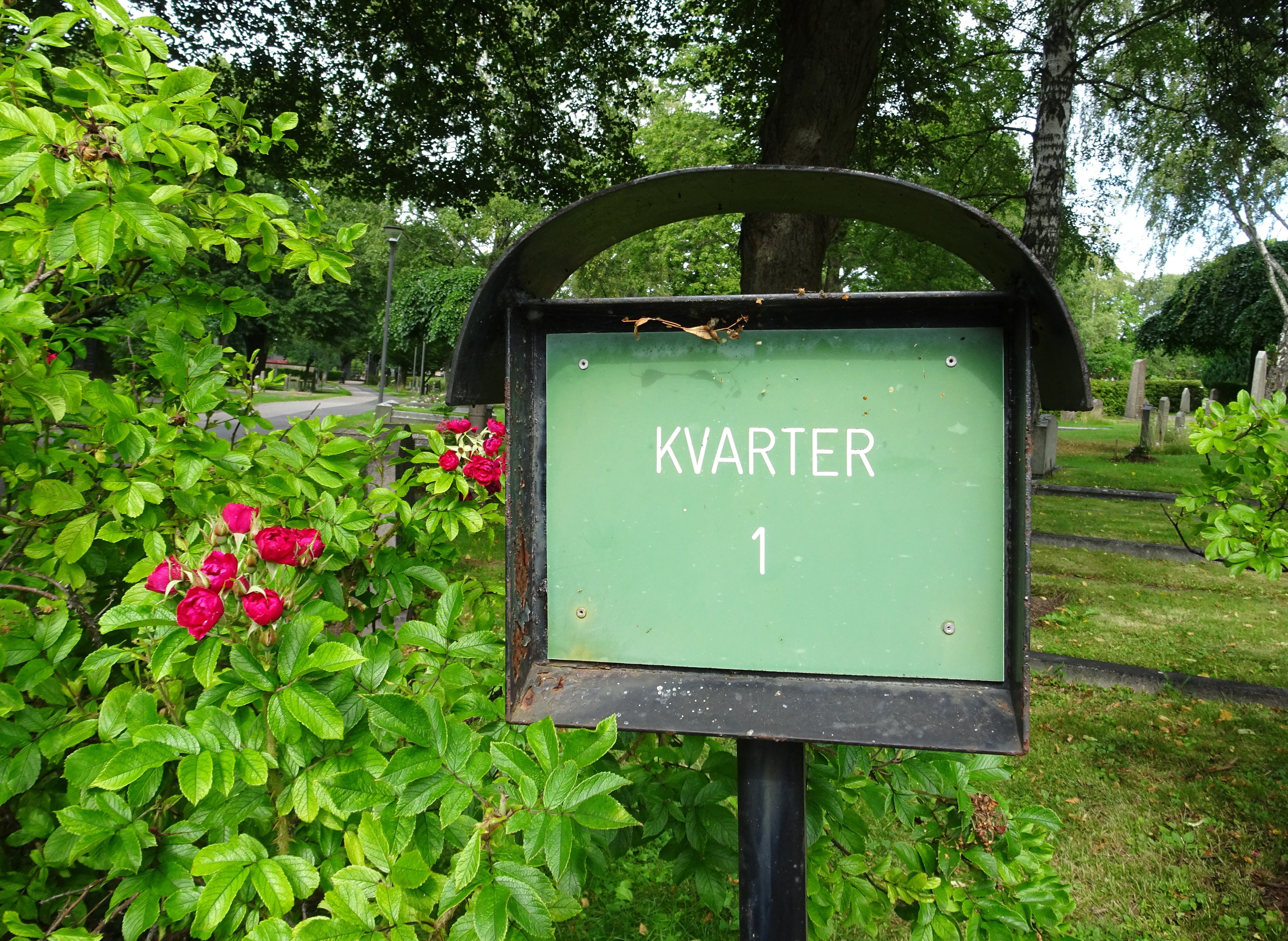
Enhetlig kvartersskyltning.
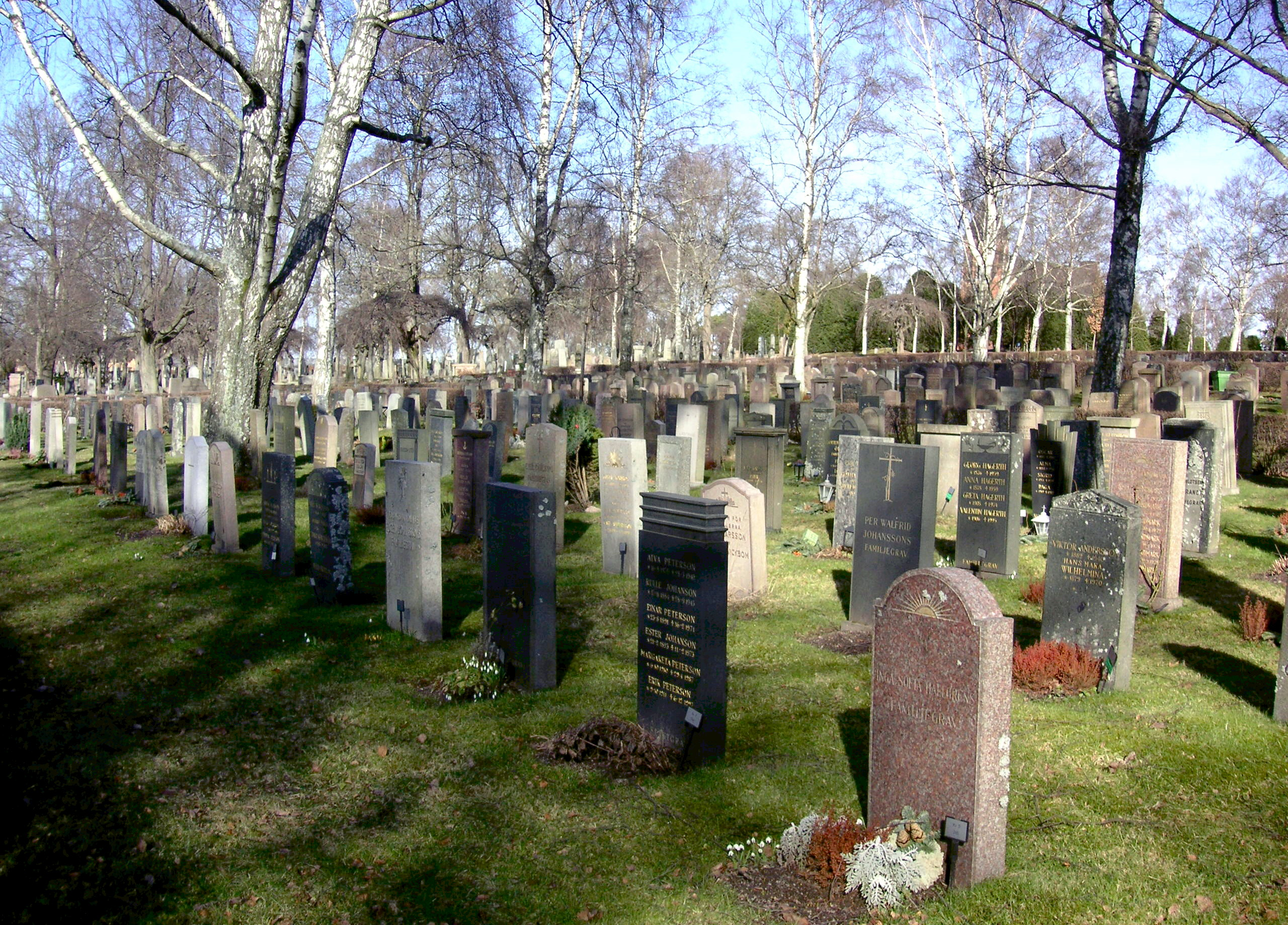
Gravarna i södra delen.